# Irán en los Juegos Olímpicos de Londres 2012
Irán estuvo representado en los Juegos Olímpicos de Londres 2012 por un total de 52 deportistas, 44 hombres y 8 mujeres, que compitieron en 13 deportes.
El portador de la bandera en la ceremonia de apertura fue el boxeador Ali Mazaheri.

## Medallistas
El equipo olímpico iraní obtuvo las siguientes medallas:
| Nombre                  | Deporte            | Competición |
| ----------------------- | ------------------ | ----------- |
| Oro                     |                    |             |
| Saeid Mohammadpur       | Halterofilia       | 94 kg M     |
| Behdad Salimi           | Halterofilia       | +105 kg M   |
| Navab Nasirshelal       | Halterofilia       | 105 kg M    |
| Hamid Sorian            | Lucha grecorromana | 55 kg M     |
| Omid Noruzi             | Lucha grecorromana | 60 kg M     |
| Gasem Rezaei            | Lucha grecorromana | 96 kg M     |
| Komeil Gasemi           | Lucha libre        | 120 kg M    |
| Plata                   |                    |             |
| Ehsan Hadadi            | Atletismo          | Disco M     |
| Kianush Rostami         | Halterofilia       | 85 kg M     |
| Sayad Anushiravani      | Halterofilia       | +105 kg M   |
| Sadeg Gudarzi           | Lucha libre        | 74 kg M     |
| Mohamad Bagheri Motamed | Taekwondo          | –68 kg M    |
| Bronce                  |                    |             |
| Ehsan Lashgari          | Lucha libre        | 84 kg M     |